# Михайловка (Емельяновский район)
Михайловка — деревня в Емельяновском районе Красноярского края. Входит в состав сельсовета Памяти 13 Борцов.

## География
Деревня находится в центральной части края, в пределах подтаёжно-лесостепного района лесостепной зоны, на левом берегу реки Большой Терехтюль, на расстоянии приблизительно 53 километров (по прямой) к северо-западу от посёлка городского типа Емельяново, административного центра района. Абсолютная высота — 277 метров над уровнем моря.
Климат
Климат характеризуется как резко континентальный, с продолжительной морозной зимой и коротким тёплым летом. Средняя температура воздуха самого тёплого месяца (июля) составляет 19 °C (абсолютный максимум — 38 °C); самого холодного (января) — −16 °C (абсолютный минимум — −53 °C). Продолжительность безморозного периода составляет в среднем 95 — 115 дней. Среднегодовое количество атмосферных осадков составляет 430—680 мм, из которых большая часть выпадает в летний период.

## История
Основана в 1902 году. По данным 1926 года имелось 119 хозяйства и проживало 611 человек (310 мужчин и 301 женщина). В национальном составе населения того периода преобладали белорусы. В административном отношении являлась центром Михайловского сельсовета Красноярского района Красноярского округа Сибирского края.

## Население
| 2010 | 2014 | 2015 | 2016 |
| ---- | ---- | ---- | ---- |
| 17   | ↘0   | →0   | →0   |